# Parafreutreta pretoriae
Parafreutreta pretoriae es una especie de insecto del género Parafreutreta de la familia Tephritidae del orden Diptera.

## Historia
Fue descrita científicamente por primera vez en el año 1929 por Munro.